# Яблонове (Новгородська область)
Яблоново — село в Старорусському районі Новгородської області Росії. Входить до складу Новосельського сільського поселення.
Яблоново розташоване на автодорозі Стара Русса-Холм. Найближчі населені пункти — селище Новосельський (примикає з півдня), Учно, Садова, Чернишево (Чернишова).
На 1 січня 2011 року населення села становить 64 особи.
У Новгородській землі ця місцевість належала до Шелонської п'ятині. Яблоново згадується в писарській книзі п'ятині з 1539 року.

## Джерела

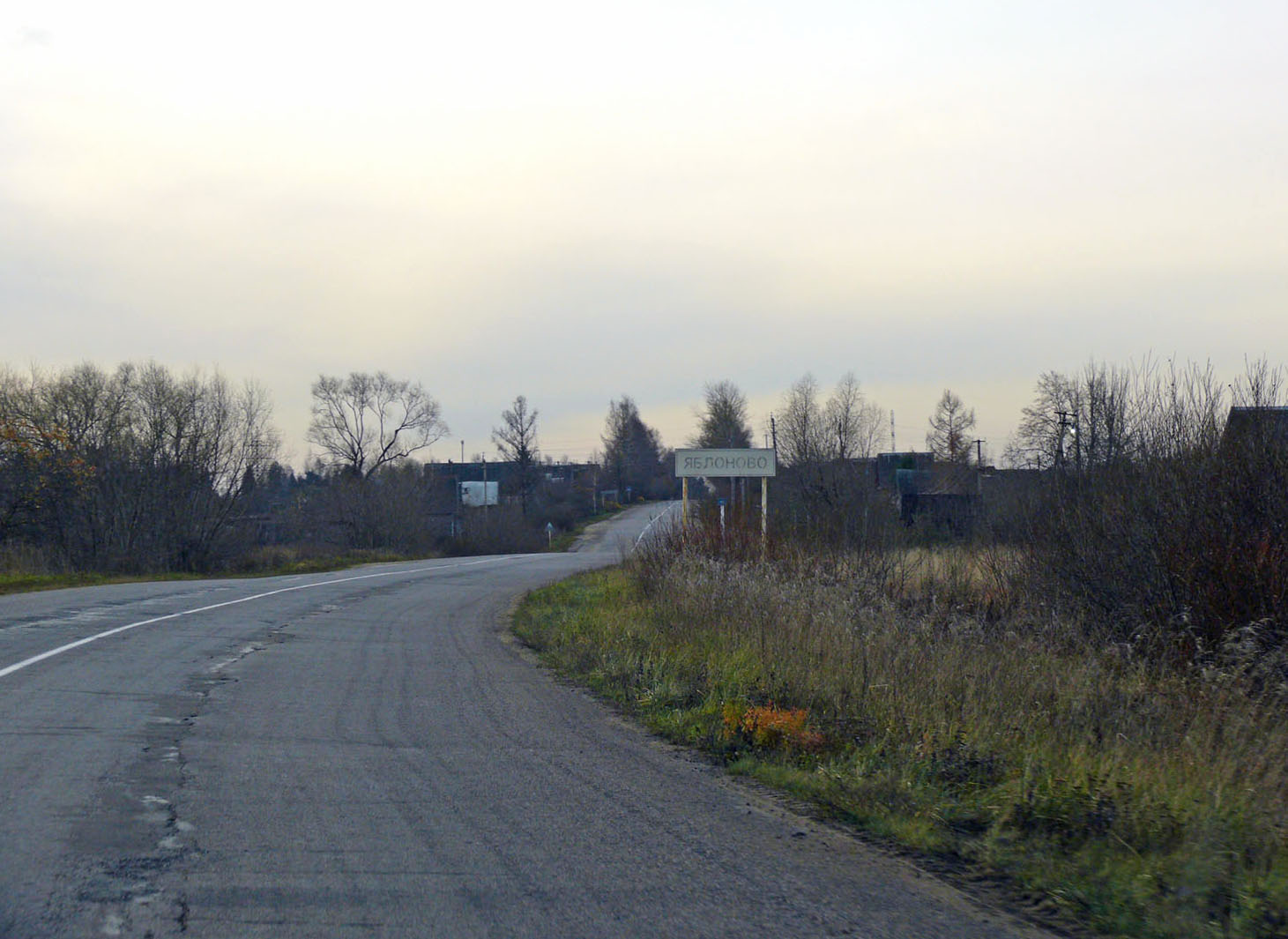
В'їзд у село